# プライドフィッシュ

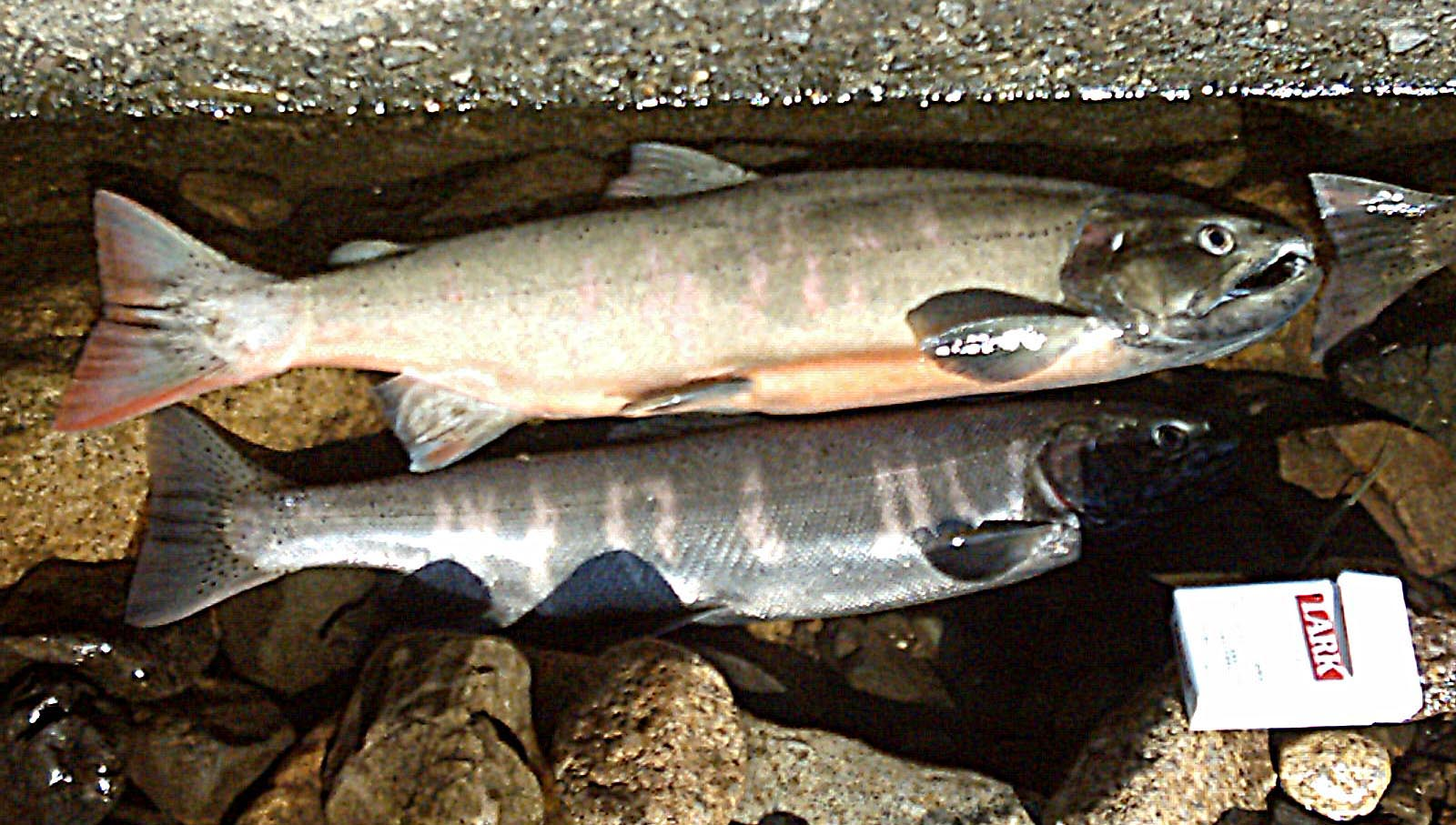
滋賀県の夏のプライドフィッシュ「ビワマス」

プライドフィッシュ（PRIDE FISH）は、全国漁業協同組合連合会（全漁連）が中心となり、各都道府県の漁業協同組合連合会（漁連）・漁業協同組合（漁協）が選定した、漁師が自信をもって推奨する魚介類。都道府県を単位として季節ごとに旬を迎える魚介類を選定し、消費者へ訴求している。

## 経緯
21世紀初頭の現今、日本では鮮魚店の減少などを背景に消費者が「本当においしい魚」に接する機会が減少している。実際に魚介類の1人当たり消費量は2001年の110 g/日をピークに2013年には74 g/日まで減少している。これに対して水産庁では2012年に「魚の国のしあわせ」と銘打ったプロジェクトを企画し、学校教育を活用した魚食普及や「ファストフィッシュ」と称する手軽に食べられる魚の認定活動を開始した。全漁連では、水産物の真価を知ってもらおうとする主旨でプライドフィッシュプロジェクトを開始した。ファストフィッシュが家庭での簡便な魚食を推進するのに対し、プライドフィッシュはおいしい魚を食べることによる感動体験を推進しており、ファストフィッシュとプライドフィッシュの取り組みは表裏一体の関係にある。
プライドフィッシュプロジェクト企画委員会の初代会長には料理評論家の服部幸應が就任した。これまでの魚食普及活動とは異なり、プライドフィッシュサポート協議会を設立し、漁業・水産業関係者だけでなく、小売業・外食産業・生活協同組合・調理師養成施設・観光業の協力をも得ている。2014年6月3日に全漁連がプライドフィッシュプロジェクトの公式サイトを開設し、情報発信を開始した。ここで発信される情報には、プライドフィッシュそのもののだけでなく、プライドフィッシュを販売する店舗や食べることのできる店舗も含まれる。PRイベントして、2014年8月7日に東京・六本木の「HAL YAMASHITA東京」にて青森県のマグロや三重県のアワビなど夏のプライドフィッシュ8種を使った「プライドフィッシュPR試食会」が開催された。また同年11月2日には築地市場まつりで全漁連主催の「Fish-1グランプリ」を開催し、プライドフィッシュとファストフィッシュを使った料理コンテストを開催した。初代グランプリには、「伊豆の地キンメ」を使った静岡県のいとう漁業協同組合「金のだし茶漬け」が選ばれた。
プロジェクト開始から1年が経過した2015年7月には34都道府県が110種のプライドフィッシュを制定していた。また京北スーパーや魚喜では一部の店舗でプライドフィッシュの取り扱いを開始し、おいしい魚を求める消費者から評価を得た。しかしながらこれまでの販売店舗は中小事業者が中心であったため、「プライドフィッシュ」の語の認知度はまだ低かった。そこで2015年11月15日からイオンが本州と四国の全店でプライドフィッシュの販売を開始することになったことで認知度の向上が期待された。イオンはその後も2018年の恵方巻商戦に「千葉のつりきんめ」などの7種のプライドフィッシュを使用した「日本のPRIDE海鮮太巻き」を投入するなど販売に努めている。

## 選定基準
プライドフィッシュという名称であるが、魚類に限定せず、海藻類など魚介類全般を対象に選定している。消費者に選択の目安を示すことが目的であるため、数ある「おすすめの魚」の中から魚種数をあえて絞っている。選定作業そのものは管轄する都道府県の漁連・漁協が行い、全漁連が情報を発信するという体制を取っている。選定基準は以下の通りである。
1. 本当においしい漁師自慢の魚であること
2. 地元で水揚げされたものであること
3. 旬を明確にした魚であること
4. 各会員が独自に設けている基準（サイズ、水揚げ海域等）をクリアしている魚であること

都道府県によってはすべての季節のプライドフィッシュをまだ選定していない場合がある。また、内陸県でプライドフィッシュを制定しているのは滋賀県のみである。佐賀県では海域別のプライドフィッシュを、福岡県は県域のプライドフィッシュと有明海のプライドフィッシュを制定している。
選定に当たっては地元での知名度や消費量、観光客が気軽に食べられることを重視している。例えば、静岡県ではサクラエビやカツオなどの日本国内での認知度の高い魚種が選外になった一方で、あえて他の産地の方がよく知られている「仁科のヤリイカ」を選定した。中には現地でしか入手できないものを選定している場合があり、消費者に対し現地訪問を促している。

## 一覧
2024年10月現在。
| 番号 | 都道府県         | 春                                                                   | 夏                                                                                             | 秋 | 冬 |
| ---- | ---------------- | -------------------------------------------------------------------- | ---------------------------------------------------------------------------------------------- | --- | --- |
| 1    | 北海道           | 日高の真つぶ 石狩湾のニシン 北海道の時鮭                             | 苫小牧のほっき 日本海の甘えび 厚岸のカキ                                                       | 北海道太平洋沿岸のししゃも 太平洋沿岸のまつかわがれい 小樽・石狩のしゃこ                                                   | 日本海・噴火湾のほたて 稚内・留萌の銀杏草 函館のごっこ（ホテイウオ）                                                            |
| 2    | 青森県           | 津軽海峡メバル 陸奥湾ほたて                                          | 青森のもずく 深浦マグロ                                                                        | 十三湖産ヤマトシジミ 青森ひらめ                                                                                            | 青森のホッキガイ（ウバガイ） |
| 3    | 岩手県           | 岩手のわかめ                                                         | 陸前高田のエゾイシカゲ貝                                                                       | 岩手の秋さけ（いくら） | 岩手のあわび |
| 4    | 宮城県           | みやぎサーモン みやぎのワカメ                                        | ホヤ（マボヤ） 表浜アナゴ                                                                      | （未定） | みやぎの殻付カキ |
| 5    | 秋田県           | 北限のとらふぐ                                                       | （未定）                                                                                       | （未定） | にかほ本ずわい 秋田ハタハタ |
| 6    | 山形県           | （未定）                                                             | 庄内浜もずく                                                                                   | 酒田船凍イカ 庄内浜の秋サケ 庄内おばこサワラ                                                                               | 庄内寒平目 紅エビ |
| 7    | 福島県           | （未定）                                                             | 小名浜のカツオ                                                                                 | 小名浜の秋刀魚 | メヒカリ（アオメエソ） |
| 8    | 茨城県           | 茨城のこうなご 鹿島灘はまぐり                                        | 茨城のあわび                                                                                   | 茨城のしらす 茨城のひらめ                                                                                                  | 茨城常磐のまさば 茨城あんこう                                                                                                   |
| 12   | 千葉県           | 東京湾のホンビノス貝 千葉のハマグリ 千葉のつりきんめ 初カツオ        | 千葉のアワビ 船橋の瞬〆スズキ 銚子の入梅いわし                                                 | 千葉のイセエビ | 銚子沖のホウボウ 房総沖のマカジキ 江戸前千葉海苔                                                                                |
| 13   | 東京都           | 東京（大島）のトコブシ 八丈春とび                                    | （未定）                                                                                       | （未定） | （未定） |
| 14   | 神奈川県         | 湘南はまぐり 湘南しらす 小田原のアジ                                 | 平塚のシイラ 佐島の地ダコ 小柴のアナゴ                                                         | 江の島カマス（アカカマス） 松輪サバ                                                                                        | 横須賀市東部漁協のワカメ 小田原のイシダイ                                                                                       |
| 15   | 新潟県           | 佐渡のナガモ（アカモク）                                             | 新潟のノドグロ（アカムツ）                                                                     | 越後の柳かれい | 越後本ズワイ 佐渡の寒ブリ 南蛮エビ                                                                                              |
| 16   | 富山県           | 富山湾のマイワシ 富山湾のスルメイカ（花見イカ） 富山湾のホタルイカ   | 富山湾のイワガキ 富山湾のバイ貝（ツバイ、オオエッチュウバイ） 富山湾のシロエビ                 | 富山湾のフクラギ 富山湾のカマス 富山湾の紅ズワイガニ                                                                       | 富山湾のウマヅラハギ 富山湾のゲンゲ 富山湾のブリ                                                                                |
| 17   | 石川県           | いしかわの柳八目 いしかわのマダイ いしかわのアカガレイ               | いしかわの紅ズワイ いしかわの岩がき いしかわの生スルメイカ                                     | いしかわのサワラ いしかわのノドグロ いしかわの甘えび                                                                       | いしかわの寒鱈 天然能登寒ぶり 加能ガニ                                                                                          |
| 18   | 福井県           | 福井のホタルイカ ふくい甘えび ふくいサーモン                         | 福井のトビウオ 福井のシイラ 若狭ぐじ                                                           | 若狭のアオリイカ 福井のさわら 越前がれい                                                                                   | 越前がに 若狭ふぐ 若狭の寒ブリ                                                                                                  |
| 22   | 静岡県           | 駿河湾さくらえび 伊豆のさざえ 浜名湖のあさり                         | うなぎ「浜名湖うなぎ・静岡うなぎ」 仁科の真イカ 紅富士（あかふじ） 静岡のしらす 富士山駿河あじ | 駿河湾の本えび 仁科のヤリイカ                                                                                              | 浜名湖のかき 浜名湖のり 波乗り鰆 伊豆の地きんめ                                                                                 |
| 23   | 愛知県           | あいちあさり 愛知のコウナゴ                                          | 愛知のウナギ 愛知のシラス                                                                      | 愛知のガザミ 愛知のスズキ                                                                                                  | 愛知ノリ 愛知のトラフグ |
| 24   | 三重県           | 三重の天然ブリ                                                       | 三重の海女獲りあわび                                                                           | 伊勢まだい 伊勢えび | 伊勢まぐろ 伊勢あさくさ海苔® 三重の養殖マハタ あおさのり                                                                        |
| 25   | 滋賀県           | コアユ                                                               | ビワマス                                                                                       | 秋ホンモロコ | フナ |
| 26   | 京都府           | 活〆京のあかがれい                                                   | 丹後の海育成岩がき 丹後とり貝                                                                  | 京鰆 丹後ぐじ | 京の寒ぶり 京のずわいがに |
| 27   | 大阪府           | 大阪のマアナゴ 大阪のイワシシラス 魚庭のイカナゴ                     | 大阪のスズキ 大阪のマイワシ 魚庭のマダコ                                                       | 大阪のマルアジ 岸和田祭りのわたりがに（ガザミ） 魚庭のサワラ                                                               | 大阪のマダイ 茅渟の海のクロダイ 魚庭のアカシタ（イヌノシタ）                                                                    |
| 28   | 兵庫県           | 兵庫県瀬戸内海のイカナゴ 兵庫のハタハタ 浜坂産ホタルイカ「浜ほたる」 | 兵庫 瀬戸内の鱧 明石だこ 淡路島の生しらす                                                      | 香住ガニ 淡路島のサワラ 明石浦のもみじ鯛                                                                                   | 兵庫の赤ガレイ 兵庫のり 播磨灘産1年牡蠣                                                                                         |
| 30   | 和歌山県         | ケンケン釣りカツオ                                                   | 銀鱗の太刀                                                                                     | 和歌山県産 しらす | 紀州勝浦産生まぐろ 和歌山県産 イセエビ                                                                                          |
| 31   | 鳥取県           | 鳥取のハタハタ                                                       | 夏輝（天然の岩ガキ）                                                                           | 鳥取のサワラ | 松葉がに（ズワイガニ） |
| 32   | 島根県           | （未定）                                                             | あご コビル（アカアマダイ）                                                                    | ノドグロ（アカムツ） | 隠岐松葉ガニ |
| 33   | 岡山県           | 朝干（あさび）のさわら ひら 下津井のとらふぐ（おおぶく）白子持ち     | 岡山のアナゴ 夏バネ（スズキ） 流瀬のかつお（まながつお）                                       | ままかり（さっぱ） 分限者のエビ・よしえび（おおぞうえび） わたりがに（がざみ） 岡山のツナシ（コノシロ） 岡山のチヌ（黒鯛） | ほんに良い味岡山海苔 岡山かき げた（舌平目）                                                                                    |
| 34   | 広島県           | 広島桜ダイ 広島手掘りあさり                                          | 三原やっさタコ 広島の小イワシ                                                                  | 広島銀太刀 チヌ（クロダイ）                                                                                                | 広島のワタリガニ 広島かき |
| 35   | 山口県           | 萩のまふぐ 瀬付きあじ                                                | 山口のまだこ 西京はも                                                                          | 山口ののどぐろ ケンサキイカ                                                                                                | 山口のあまだい とらふぐ |
| 36   | 徳島県           | 阿波とくしまのちりめん 鳴門わかめ 鳴門鯛                             | 県南のアワビ類 とくしまのはも                                                                  | とくしまのボウゼ 阿波とくしまのアオリイカ                                                                                  | 阿波とくしまのアシアカエビ とくしまのクロノリ とくしまのスジアオノリ                                                            |
| 37   | 香川県           | オリーブサーモン 讃岐のサワラ                                        | 香川県産いりこ                                                                                 | ハマチ三兄弟 | "初摘み"香川県産ノリ |
| 38   | 愛媛県           | 愛育フィッシュみかん鯛 愛育フィッシュ愛鯛 びやびやかつお             | 松山沖のマダコ 来島海峡のアコウ（キジハタ）                                                    | 燧灘のガザミ 釣りタチウオ                                                                                                  | 愛育フィッシュみかんブリ 愛育フィッシュ マハタ 愛育フィッシュ 戸島一番ブリ                                                      |
| 39   | 高知県           | 室戸春ぶり 土佐さが日戻り鰹                                          | 土佐沖どれキンメダイ                                                                           | 高知春野の『どろめ』 宇佐の一本釣りウルメ                                                                                  | 土佐の清水さば |
| 40   | 福岡県           | 筑前海の天然マダイ メンボ（ウマヅラハギ）                            | 一本槍（釣ヤリイカ/ケンサキイカ・ヤリイカ）                                                    | カナトフグ（シロサバフグ）                                                                                                 | 筑前海の真かき |
| 40   | 福岡県（有明海） | （未定）                                                             | （未定）                                                                                       | （未定） | 福岡有明のり（有明海産 一番摘み）                                                                                               |
| 41   | 佐賀県（玄海）   | 玄海灘の桜鯛（マダイ）                                               | 唐津の赤うに（アカウニ） 呼子のイカ（ケンサキイカ）                                            | （未定） | 玄界灘のさわら（サワラ） 唐津Qサバ                                                                                              |
| 41   | 佐賀県（有明海） | （未定）                                                             | （未定）                                                                                       | （未定） | 佐賀海苔🄬有明海一番 |
| 42   | 長崎県           | 真あじ（ごんあじ・野母んあじ）                                       | 長崎のイサキ                                                                                   | 長崎の赤カマス | 長崎天然クエ 長崎天然ヒラメ 長崎の養殖クロマグロ 長崎とらふぐ（養殖トラフグ）                                                   |
| 43   | 熊本県           | 熊本アサリ                                                           | 川口産大和蛤                                                                                   | （未定） | 熊本のり |
| 44   | 大分県           | かぼすヒラメ                                                         | 大分ヒラマサ 銀たち「くにさき銀たち」「臼杵たちうお」                                          | 豊後別府湾ちりめん 落ちハモ                                                                                                | かぼすブリ |
| 45   | 宮崎県           | 宮崎近海生マグロ 日南のかつお                                        | マヒマヒ（シイラ） 宮崎ちりめん 宮崎メヒカリ（アオメエソ）                                     | 宮崎イセエビ | e-かんぱち |
| 46   | 鹿児島県         | かごしま一本釣りかつお トッピー（トビウオ）                          | キビナゴ                                                                                       | 秋太郎（バショウカジキ）                                                                                                   | タルメ（メダイ） |
| 47   | 沖縄県           | 沖縄モズク                                                           | 沖縄美ら海まぐろ「キハダマグロ」                                                               | 沖縄県産車海老 | 沖縄海ぶどう（クビレズタ） 沖縄美ら海まぐろ「メバチマグロ」 沖縄美ら海まぐろ「ビンチョウマグロ（トンボ）」 せーいか（ソデイカ） |